# Rodolfo Orlandini
Rodolfo Orlandini (1905. január 1. – 1990. december 24.) az argentin labdarúgó-válogatott játékosa volt.

## Klubjai
- Sportivo Buenos Aires (?-1929)
- Estudantil Porteno (1930)
- Genoa CFC (1930-1936, 81 meccs, 7 gól)
- OGC Nice (1936-1938)

## Válogatottsága
- Argentin labdarúgó-válogatott (10 meccs, 0 gól)

## Nemzetközi karrierje
Orlandini az 1928-as nyári olimpiai játékokon válogatottjával ezüstérmes lett Uruguay mögött. 1930-ban a VB-n másodikok lettek, ismét Uruguay mögött, 4-2-re vesztett csapata.
Utána edző volt a Kolumbiai labdarúgó-válogatottban.